# Ezequiel Muñoz
Ezequiel Matías Muñoz (ur. 8 października 1990 w Pergamino) – argentyński piłkarz występujący na pozycji środkowego obrońcy. Obecnie gra w drużynie CD Leganés.

## Kariera piłkarska
Ezequiel Muñoz jest wychowankiem drużyny Boca Juniors. W pierwszej lidze argentyńskiej rozegrał 17 meczów w barwach tej ekipy. W sierpniu 2010 podpisał pięcioletni kontrakt z US Palermo. We włoskim zespole zadebiutował w eliminacyjnym spotkaniu do Ligi Europy przeciw Mariborowi.
W 2009 roku Ezequiel Muñoz został powołany przez Diego Maradonę do reprezentacji Argentyny na mecz towarzyski z Panamą. Ostatecznie zawodnik nie pojechał na zgrupowanie, z powodu kontuzji kolana.